# ناحیه مازون، شهرستان گراندی، ایلینوی
ناحیه مازون (به انگلیسی: Mazon Township) یک منطقهٔ مسکونی در ایالات متحده آمریکا است که در شهرستان گراندی، ایلینوی واقع شده‌است. ناحیه مازون ۱۷۸ متر بالاتر از سطح دریا واقع شده‌است.